# Wrząca Wielka (województwo wielkopolskie)
Wrząca Wielka – wieś w Polsce położona w województwie wielkopolskim, w powiecie kolskim, w gminie Koło. W latach 1975–1998 miejscowość należała administracyjnie do województwa konińskiego.

## Informacje ogólne
Wieś położona 7 km na północny wschód od Koła przy drodze wojewódzkiej nr 270 do Włocławka. Najwcześniejsza wzmianka o wsi pochodzi z 1394 r. Była własnością szlachecką. Należała do rodziny Sokołowskich herbu Pomian. We wsi mieści się obecnie agencja pocztowa (kod: 62-600), przychodnia lekarska i Szkoła Podstawowa im. Tony Halika.
W okresie PRL-u we wsi powstał Państwowy Ośrodek Maszynowy, będący krajowym specjalistą w dziedzinie regeneracji pneumatyki samochodowej i ciągnikowej. 

## Pałac
Klasycystyczny pałac został wybudowany zapewne na przełomie XVIII i XIX wieku. Kryty jest dachem czterospadowym. Budynek murowany, otynkowany. Zwrócony frontem ku zachodowi. Parterowy z użytkowym poddaszem, czterokolumnowym portykiem zwieńczonym trójkątnym frontonem od frontu i pozornym trzyosiowym ryzalitem z tarasem od ogrodu. W tym samym czasie powstały stojące obok zabudowania gospodarcze. Od 1945 roku w pałacu Szkoła Podstawowa. W niedużym parku, położonym przy pałacu, wznoszą się niewielkie ruiny późnośredniowiecznego rycerskiego dworu obronnego. Powstał on zapewne w XV wieku. Do dziś zachowały się dwie kondygnacje budowli, której przyziemie posiada bardzo grube mury (do 2 metrów).

## Kościół
Neoromański kościół św. Jakuba Apostoła wybudowany został w 1888 roku. Poprzedni kościół drewniany pochodził z 1777 r. i pochodził z fundacji Rocha i Agnieszki Śliwickich. Wewnątrz dzisiejszej świątyni trzy wczesnobarokowe ołtarze z początku XVII wieku, przeniesione tutaj z kościoła Podwyższenia Krzyża Świętego w Kole. Ołtarz główny z rzeźbami świętych Piotra i Pawła, i aniołów oraz obrazem Matki Boskiej z Dzieciątkiem w sukienkach drewnianych, zapewne z XVII wieku. Chrzcielnica barokowa z marmuru.

## Sport
Na początku czerwca rozpoczęto budowę kompleksu boisk „Moje Boisko – Orlik 2012”. Termin otwarcia wyznaczono na 29 sierpnia 2010 roku. Od 2006 roku Wrząca posiada amatorską drużynę złożoną głównie z mieszkańców wsi, która rozgrywa swoje mecze z różnymi drużynami z gminy Koło.Reprezentacja szkoły w unihokeja jest obecnie mistrzem powiatu Kolskiego.

## Obiekty
| obiekt                                                   | opis obiektu | zdjęcie |
| -------------------------------------------------------- | --- | ------- |
| Szkoła podstawowa                                        | 5 grudnia 1994 roku szkoła została przeniesiona do nowo wybudowanego budynku. 2 października 1998 r. ma miejsce nadanie imienia szkole.Od tego dnia pełna nazwa brzmi: Szkoła Podstawowa im. Tony Halika we Wrzącej Wielkiej. |         |
| Pałac                                                    | Pałac wybudowany na przełomie XVIII i XIX wieku. W maju 1945 roku utworzono szkołę w XVIII-wiecznym pałacu dawnego właściciela Szamowskiego. Budynek mieścił się opodal masywnych ruin średniowiecznego dworu obronnego, na tle parku krajobrazowego. Szkoła liczyła wówczas 5 oddziałów. Do sześciu klas uczęszczało aż 156 dzieci. W roku 1948 na koszt rodziców podłączono światło elektryczne. Pomoce naukowe były wykonywane własnoręcznie. W następnym roku utworzono siódmy oddział. W szkole uczyło się 220 dzieci. |         |
| Ruiny późnośredniowiecznego rycerskiego dworu obronnego. | Powstał on zapewne w XV w. W roku szkolnym 1981/82 w ruinach dworku powstaje HARCÓWKA, która jest miejscem spotkań młodzieży oraz okolicznych mieszkańców. |         |
| Remiza strażacka                                         | |         |